# (56041) Luciendumont
(56041) Luciendumont est un astéroïde de la ceinture principale.

## Description
(56041) Luciendumont est un astéroïde de la ceinture principale. Il fut découvert le 8 décembre 1998 à Blauvac par René Roy. Il présente une orbite caractérisée par un demi-grand axe de 2,29 UA, une excentricité de 0,22 et une inclinaison de 7,7° par rapport à l'écliptique. Il fait le tour du Soleil en  trois ans et demi, 1269,8 jours exactement. Son demi grand axe est de 2,29 UA soit environ 344 00 0 000 km du Soleil. Son excentricité étant de 0,21, à son périhélie il est à 269,47 Mkm mais à l’aphélie, il s’éloigne à presque 413 Mkm du Soleil.
L’astéroïde 1998 XO4 est situé dans la ceinture principale d’astéroïdes en orbite entre Mars et Jupiter.  D’un diamètre estimé à 6 km, il semble assez proche de la sphéricité.

## Désignation
Le Centre des planètes mineures attribue en 1998 la numéro 56041 à cet astéroïde, dès lors officiellement désigné par (56041) 1998 XO4. En 2008, il est officiellement baptisé (56041) Luciendumont, nom proposé par le découvreur de l'astéroïde en l'honneur de Lucien Dumont.

## Méthode de recherche
La méthode de recherche consiste à prendre 3 images de 30 s de pose à environ 15 minutes d’écart. Un logiciel — Qmips32 — permet le blink à savoir passer les 3 images rapidement comme un film, donc de repérer un “objet” mobile. R. Roy a neuf découvertes à son actif. Il est un des premiers amateurs à avoir utilisé une caméra à capteur électronique.
Le matériel utilisé était une camera CCD française mise au point par Christian Buil de l’Association AUDE (Association des Utilisateurs de Détecteur Electronique), la HISIS32, équipée d’un capteur Kaf 400. Le télescope était un Newton de 256 mm de diamètre monté en équatorial à poste fixe dans une cabane type Matin Vert posée sur rail.

## Lucien Dumont (1913-2012)
Né à Marseille le 16 février 1913, Lucien Dumont, passionné d’aviation a fait des études d’Ingénieur Civil de l’Aéronautique, après des études secondaires au lycée de Nice. Après un service militaire dans l’Armée de l’Air (arme dans laquelle il a été mobilisé en 1939) il est entré à la SNCF (Société nationale des chemins de fer français). Il y a fait toute sa carrière, avec des attributions très différentes au fil du temps. D’abord au Réseau Sud-Est où il s’est occupé de l’électrification du réseau, il a ensuite intégré les services centraux où il a notamment été chargé de la mise en route de la Comptabilité Analytique puis a dirigé les Services Sociaux.
Passionné depuis toujours par l’astronomie et l’astrophysique, il n’a cessé d’étudier ces sciences, d’observer le ciel (en Savoie, région d’origine de sa famille) et de correspondre avec la Société astronomique de France. Ayant rencontré d’autres amateurs à la SNCF, il a proposé de les réunir au sein d’une association, l’Association des Cheminots Astronomes (ACA, créée en 1978). Son intention était notamment de promouvoir l’étude et la pratique de l’astronomie; c’est dans cet esprit qu’il a créé un centre de vacances pour adolescents (à Céreste dans les Alpes-de-Haute-Provence, installé dans une gare désaffectée) axé sur la découverte de cette science. Le succès a été au rendez-vous et cette expérience a perduré jusqu’à maintenant. L’un des anciens a ensuite choisi de faire des études d’astrophysique.
C’est en reconnaissance de cette activité et de son dévouement que René Roy en accord avec l’ACA, a dédié l’astéroïde 1998 XO4 qu’il a découvert, à Lucien Dumont.

## Compléments